# Still Alive
«Still Alive» (с англ. — «Всё ещё жива») — песня, звучащая в финальных титрах компьютерной игры Portal, вышедшей в 2007 году. Она была написана Джонатаном Колтоном и исполнена Эллен Маклейн, озвучивающей главного антагониста игры — GLaDOS. Песня получила положительные отзывы критиков и получила ряд наград.

## История и запись

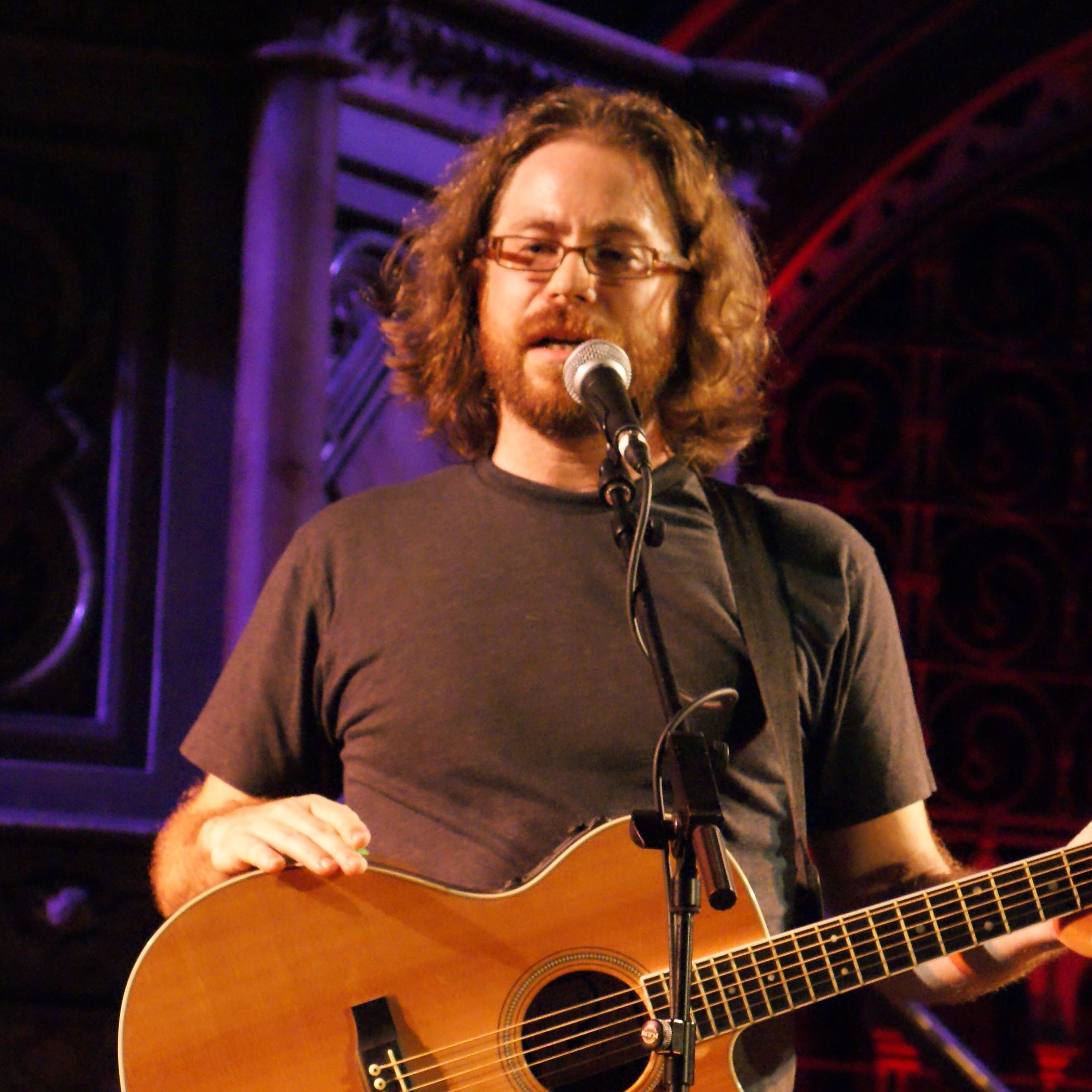
Джонатан Колтон, композитор «Still Alive»

Песня «Still Alive» была написана Джонатаном Колтоном и исполнена Эллен Маклейн для компьютерной игры Portal. Маклейн также стала голосом GLaDOS, искусственного интеллекта из вымышленной Лаборатории исследования природы порталов и антагониста игры. Песня звучит в финальных титрах игры. Сотрудница Valve Ким Свифт объяснила, что они решили закончить игру подобной песней, чтобы люди почувствовали радость от завершения игры. Название песни намекает на то, что GLaDOS могла остаться живой после событий Portal.
Колтон начал сотрудничество с Valve после того, как два разработчика подошли к нему после концерта в Сиэтле и предложили ему написать музыку для компании. Поскольку певец был фанатом Half-Life, он немедленно согласился. После обсуждения того, что он должен сделать, они приступили к работе над Portal. К этому моменту, за несколько месяцев до выпуска The Orange Box, сценаристы Valve подробно продумали предысторию GLaDOS и других аспектов сюжета Portal, и Колтон мог использовать это при написании текста песни. Песня была закончена за 6 недель. Сама Маклейн осталась довольна тем, как GLaDOS была отражена в песне.
Версия песни с эксклюзивным вокальным миксом, не используемым в Portal, была выпущена 21 декабря 2007 года на диске The Orange Box Soundtrack. В игре также используется инструментальная версия песни в стиле самба, звучащая из приёмников, которые можно найти по мере прохождения игры.
В 2009 году песня в японском переводе была исполнена на ежегодном японском фестивале Press Start -Symphony of Games- и стала первой западной песней, исполненной на этом фестивале. Колтон отметил всплеск популярности после выпуска Portal.

## Награды и критика
Редактор IGN Райан Геддес назвал «Still Alive» лучшей игровой финальной песней всех времён. В своей книге «The Art of Videogames» Грант Тавинор описал, что был взбудоражен после прослушивания песни, одновременно испытывая чувство художественного завершения. Элис Лян из 1UP.com назвала концовку Portal «цепляющей, чарующей, удивляющей и сладостно-горькой». В преддверии выхода Portal 2, редактор Forbes Дэвид Эварт назвал песню «удивляющей, весёлой, цепляющей и незабываемой», назвав её первую строчку «this was a triumph» «современным шибболетом». Кайл Хиллиард из Game Informer включил песню в список лучших игровых песен-сюрпризов.
Песня получила награду «Best Original Vocal — Pop Song» на церемонии Game Audio Network Guild в 2008 году.